# Shavkat Rakhmonov

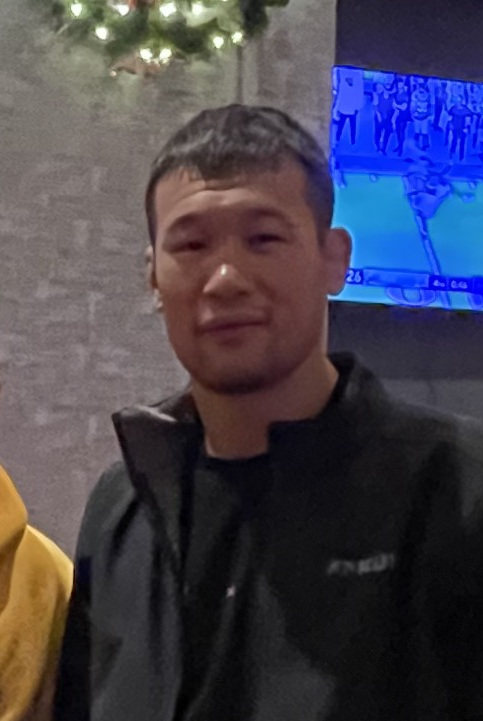
Shavkat Rakhmonov, 2024

Shavkat Rakhmonov (nascido em 23 de outubro de 1994), é um cazaque profissional de artes marciais mistas. Atualmente, compete na divisão do peso meio-médio do Ultimate Fighting Championship (UFC). Rakhmonov também é um ex-campeão mundial de peso welter M-1. A partir de 12 de dezembro de 2024, ele está em 2o lugar no ranking do peso meio-médio do UFC.

## História
Rakhmonov nasceu em 23 de outubro de 1994, na cidade de Shurchi, no Uzbequistão, em uma família kazaca. Seu pai é um cazaque do clã Altynbay e sua mãe é um cazah da tribo Konyrat. Rakhmonov é do clã Altynbai da tribo Alimuly, do Zhuz Júnior.
Quando tinha 16 anos, Rakhmonov e sua família mudaram-se para Karagandy, no Cazaquistão, onde seus parentes residiam. Enfrentando dificuldades financeiras, Rakhmonov assumiu o trabalho de caminhoneiro e carregador de armazéns para contribuir financeiramente com sua família. Simultaneamente, ele iniciou sua participação em clubes esportivos locais, dedicando-se aos treinos de Sambo de combate.
Aos 19 anos, Rakhmonov mudou-se para Kokshetau depois de ser admitido na Universidade Estadual de Kokshetau e começou a estudar em Educação Física.
A irmã mais nova de Rakhmonov, Sora Rakhmonova, também é uma artista marcial mista.

## Carreira de artes marciais mistas

### Carreira inicial
Como amador, Rakhmonov ganhou os títulos do Mundial da WMMAA e do Campeonato Asiático.
A trajetória profissional de Rakhmonov teve início em outubro de 2014, quando estreou com uma vitória por triângulo redondo contra Adam Tsurov no M-1 Challenge 52. Ele prosseguiu sua carreira principalmente sob a bandeira da M-1, participando de sete lutas profissionais nessa promoção. As cinco vitórias restantes ocorreram na Federação de Artes Marciais Mistas do Cazaquistão (KZMMAF), a organização de MMA de seu país de origem. Rakhmonov alternava entre essas duas organizações, conquistando seu primeiro título como profissional ao vencer Faridun Odilov na disputa pelo cinturão de peso welter da KZMMAF, obtendo a vitória por nocaute técnico na terceira rodada.
Quando tinha 18 anos, Rakhmonov tornou-se campeão mundial em MMA amador para a WMMAA (World MMA Association) em 2013.
Em 2014, conquistou o título asiático de MMA da WMMAA. No mesmo ano, alcançou o segundo lugar no Campeonato Mundial da WMMAA (2014), sendo superado por Gadzhimurad Khiramagomedov. Em 2015, novamente ficou em segundo lugar no Campeonato Mundial WMMAA, perdendo novamente para Gadzhimurad Khiramagomedov. Portanto, Gadzhimurad Khiramagomedov é o único lutador a derrotar Rakhmonov em combates de MMA, em duas ocasiões distintas.
Rakhmonov defendeu com sucesso seu título na luta seguinte durante a Batalha dos Nômades 11, realizada em dezembro de 2018, onde enfrentou Rinat Sayakbaev. Logo no início do ano seguinte, ele voltou ao M-1 para enfrentar Daniil Prikaza no M-1 Challenge 101, disputando o título vago de Campeão de Peso Veloso M-1. Ao conquistar uma vitória por nocaute técnico na segunda rodada, Rakhmonov consolidou seu segundo cinturão.
Em sua última aparição no cenário regional, Rakhmonov defendeu seu título de peso médio M-1 com uma parada na primeira rodada de Tiago Varejão no M-1 Challenge 102.
Rakhmonov foi o primeiro lutador Cazaque a assinar um contrato com o UFC. Rakhmonov estava programado para enfrentar Bartosz Fabi em 21 de Março de 2020, em UFC Fight Night: Woodley vs. Edwards. No entanto, devido ao Pandemia de COVID-19 o evento foi cancelado.
Estava previsto que Rakhmonov enfrentaria Ramazan Emeev em 26 de julho de 2020, no UFC na ESPN: Whittaker vs. Till. No entanto, no início de julho, foi informado que Rakhmonov teve que se retirar devido a uma lesão, sendo substituído por Niklas Stolze.
Rakhmonov estava agendado para enfrentar Elizeu Zaleski dos Santos em 24 de outubro de 2020, no UFC 254. No entanto, Zaleski teve que se retirar devido a uma lesão, sendo substituído por Alex Oliveira. Na pesagem, Oliveira registrou 173 libras, ultrapassando o limite de peso dos meio-médios. Como consequência, a luta prosseguiu como um combate de peso combinado, e Oliveira recebeu uma multa de 20% de sua bolsa, que foi repassada a Rakhmonov. Rakhmonov venceu a luta por finalização com uma guilhotina no primeiro round.
Rakhmonov encarou Michel Prazeres no UFC Fight Night: Gane vs. Volkov em 26 de junho de 2021, conquistando a vitória por finalização com um mata-leão no segundo round.
Rakhmonov enfrentou Carlston Harris em 5 de fevereiro de 2022, em UFC Fight Night: Hermansson vs. Strickland. Ele venceu a luta por nocaute no primeiro round. Essa luta lhe valeu o prêmio de Performance da noite.
No primeiro confronto de seu novo contrato de cinco lutas, Rakhmonov enfrentou Neil Magny em 25 de junho de 2022, no UFC no ESPN 38. Ele venceu a luta por meio de uma finalização por guilhotina no segundo round. Essa vitória lhe rendeu o prêmio de Performance da Noite.
Rakhmonov estava inicialmente agendado para enfrentar Geoff Neal em 14 de janeiro de 2023, na UFC Fight Night: Strickland vs. Imavov. No entanto, Neal retirou-se devido a uma lesão não revelada. O confronto foi remarcado para o UFC 285, em 4 de março de 2023. Durante a pesagem, Neal registrou 175 libras, excedendo o limite de peso dos meio-médios em 4 libras. Como resultado, a luta prosseguiu como um Peso de Captura, e Neal foi multado em 30% de sua bolsa de luta, valor repassado para Rakhmonov. Ele venceu o combate por finalização com um estrangulamento nu na terceira rodada. Essa performance rendeu a Rakhmonov seu primeiro prêmio "Fight of the Night".
Rakhmonov estava agendado para encarar Kelvin Gastelum em 16 de setembro de 2023, no UFC Fight Night 227. Entretanto, Gastelum retirou-se no final de julho devido a uma fratura facial.
Rakhmonov enfrentou Stephen Thompson em 16 de dezembro de 2023, no UFC 296. Ele venceu por finalização com um mata-leão faltando apenas quatro segundos para o final do segundo round, tornando-se a primeira pessoa a finalizar Thompson por finalização em sua carreira no MMA.

## Campeonatos e realizações
- Associação Mundial de Artes Marciais Mistas (WMMAA)
  - Campeonato Mundial em peso de salto (2013)[8][7]
  - Campeonato Asiático em peso-luz (em 2014[7][16]) 
  - Campeonato Mundial de Peso de Pouso (em 2014)[17] 
  - Campeonato Mundial de Peso de Pouso (em 2015)[18]
- Campeonato Ultimate de luta
  - [19][15] the Night (Duas vezes) vs. Carlston Harris e Neil Magny
  - Combate[20] Noite vs. Geoff Neal
- M-1 Global
  - M-1 Welterweight Championship (Uma vez)
    - Uma defesa de título bem sucedida
- Federação De Artes Marciais Mistas Do Cazaquistão
  - Kzmmaf Welterweight Championship (uma vez)[21]
    - Uma defesa de título bem sucedida[21]